# Alrø

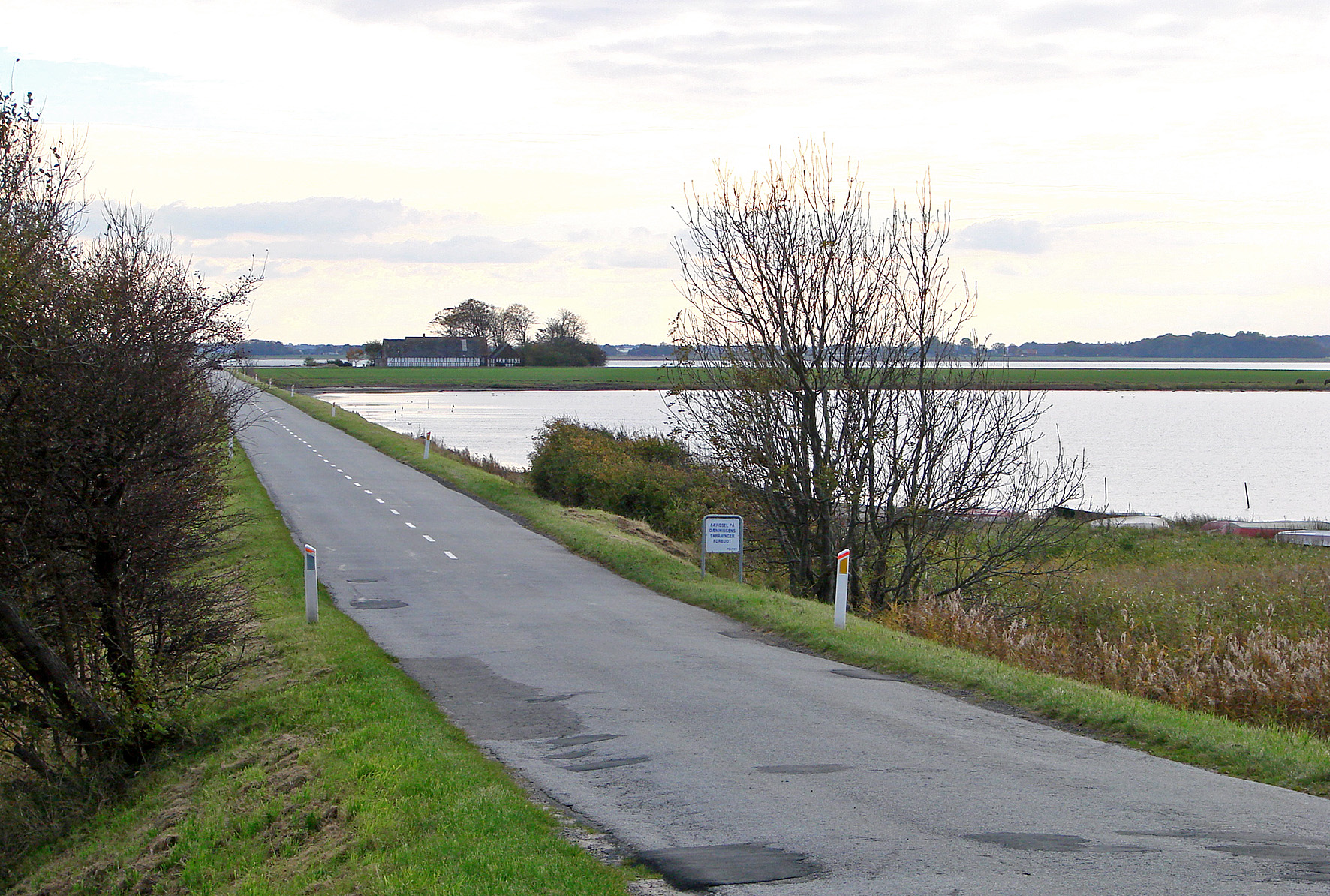
Đường đê tới Alrø

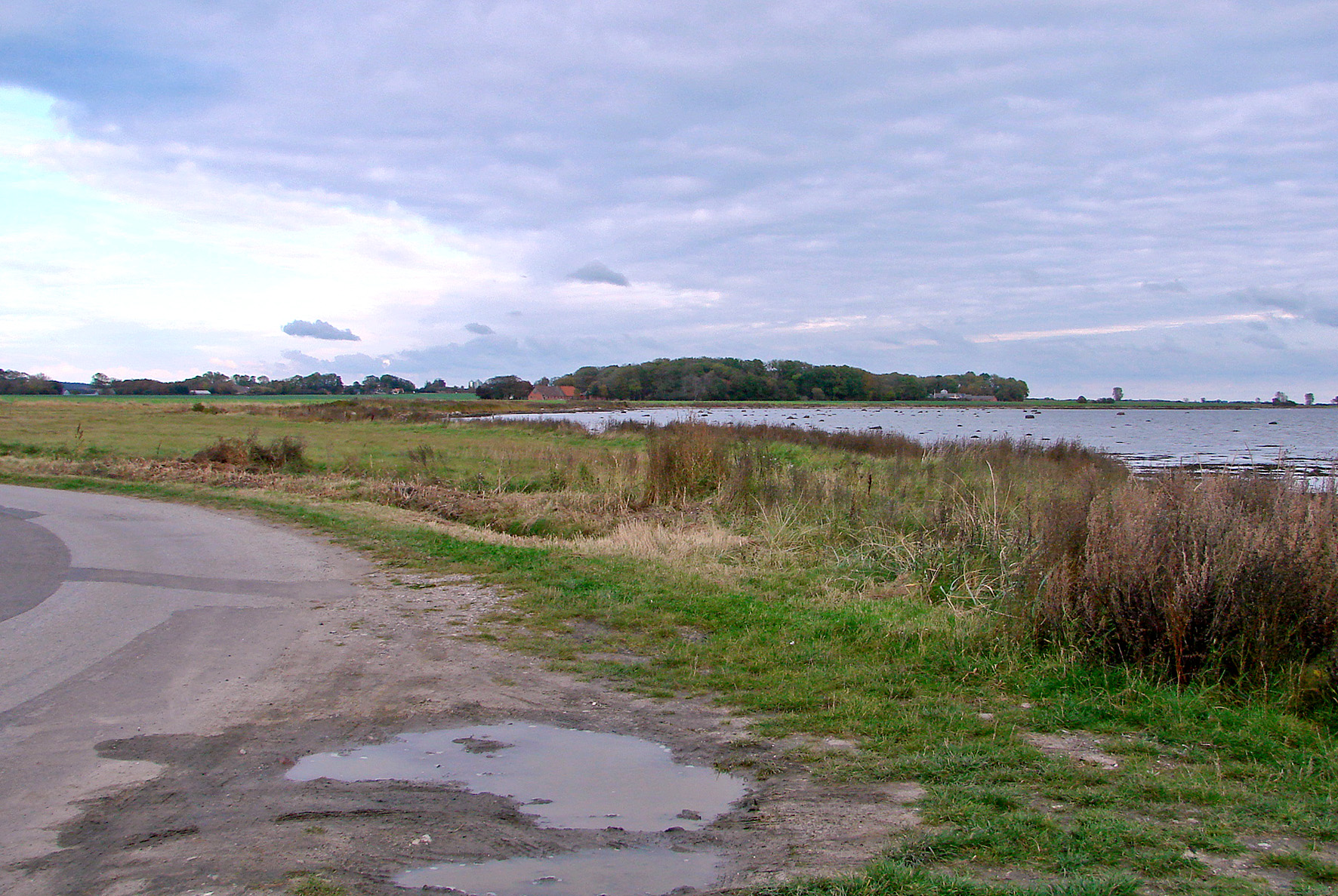
Alrø từ tây nam

Alrø là 1 đảo nhỏ của Đan Mạch trong Vịnh hẹp Horsens Fjord, ở bờ phía đông bán đảo Jutland. Đảo dài khoảng 7 km, rộng 5 km và có 161 cư dân.
Đảo nối giao thông với bờ phía bắc của Vịnh hẹp Horsens Fjord bằng 1 đường đê dài 1 km được bắt đầu xây dựng trong năm 1929 và được khánh thành ngày 10.6.1931. Trước khi có đường đê này, người ta phải dùng tàu tới Hjarnø và tới Horsens ở bờ vịnh hẹp phía bắc, hoặc đi theo vùng đất lội từ Gyllingnæs ở phía đông của đảo.
Về hành chính Alrø trực thuộc thị xã Odder và Vùng Midtjylland.
55°51′35″B 10°3′57″Đ / 55,85972°B 10,06583°Đ